# Musepack
Musepack или MPC е аудио кодек (със загуба на информация) с отворен код, оптимизиран специално за прозрачно компресиране на стерео аудио сигнал при битрейт 160 – 180 (при ръчен избор на параметрите позволява битрейт до ок. 320) kbit/s. В началото е известен като MPEGplus, MPEG+ или MP+.
Разработването на MPC започва през 1997 от Andree Buschmann и по-късно поето от Frank Klemm, се осъществява от Musepack Development Team (MDT) подпомагано от Frank Klemm и Andree Buschmann. Енкодер и декодер за Microsoft Windows, Linux и Mac OS X, както и плъгини за различни медия плейъри са налични на сайта на Musepack, лицензирани под LGPL или BSD license, има и обширен списък с програми, които поддържат формата.

## Технически детайли
Musepack е разработен на базата на MP2, но оттогава са добавени много свойства, като:
- subband-wise selectable M/S encoding (както в AAC)
- Huffman кодиране (както в MP3 и AAC, но по-ефективни)
- техники за замяна на шума (както в ATSC A-52 и MPEG-4 AAC V2)
- чист променлив битрейт между 0 и 1300 kbit/s (когато е необходимо)

Психоакустичният модел на MPC е базиран на MPEG ISO модел 2, но е разширен с CVD (clear voice detection). Квантуващият алгоритъм на MPC енкодера използва спектрална форма на шума, наречена adaptive noise shaping (ANS), за да преодолее ниската честотна разделителна способност на лентите на полифазния квадратурен филтър.
В миналото MPC е подозиран в нарушаването на някои патенти (MP2, PNS, subband). Според разработчиците на MPC, патентованият код е бил изцяло премахнат и се смята, че сега форматът е освободен от патентни тежести. Все пак, един PNS патент е още активен, и не е лесно да се разбере дали собствените MPC „методи за заместване на шума“ са извън обхвата му или не. Само внимателно проучване от патентен адвокат може да определи дали Musepack е наистина свободен от патенти или не.
MPC използва APEv2 таг контейнер за метаданни.
Musepack е основно оптимизиран за прозрачно (неразличимо от оригинала) кодиране в режим „--standard“ (175 – 185 kbit/s). Режимите --extreme (~210 kbit/s) --insane (~240 kbit/s) са предпочитани от аудиофилите. По-високи битрейти са практически ненужни, на за аудио-маниаците има специален режим --braindead (~270 kbit/s). За по-ниски битрейти оптимизации на кодека почти не са правени, но според някои от проведените слушателски тестове, Musepack се представя добре дори и при ниски битрейти от порядъка на 128 kbit/s.

## Свойства
- Независим от контейнера формат. Файловият формат SV8 MPC е контейнер за Musepack поток. Възможно е и кодиране „Raw stream“ (без контейнер).
- Пакетирания поток позволява мултиплексиране в аудио и видео контейнери (напр. MKA, MKV, NUT).
- Бързо търсене с точност до семпъл, независимо от големината на файла.
- Изрязване с точност до семпъл. Включената в пакета програма (mpccut) позволява отсичане на сегменти от потока без загуба на качество.
- Поддържа глави (chapters). Много подходящо за пиеси от няколко части. В пакета е включен е редактор на глави (mpcchap), за поставяне на глави в MPC файлове.
- Няма „изрязване“ на пиковете (clipping).
- Подходящ за поточно аудио.

## Тестови резултати
Въпреки че е оптимизиран за 100% прозрачност при умерено високи битрейти, MPC е получил високи оценки при много 128 kbit/s тестове. През май 2004 поредица от double-blind listening tests (според обобщението на Slashdot) навеждат на мисълта, че Musepack и Ogg Vorbis (който тогава е версия 1.1 на клона „aoTuV“) са били двата най-добри налични кодеци за аудио кодиране с високо качество при битрейти около 128kbit/s, като изпреварват MP3, AAC, WMA, и ATRAC.
Слушателски тестове на MPC:
- 2005 – 185 kbit/s тест базиран на 18 пиеси класическа музика – MPC е втори след Vorbis aoTuV.[6]
- 2004 – rjamorim's втори 128 kbit/s групов слушателски тест – между 14 и 27 слушатели. MPC и Vorbis са първи с близки резултати.[7]
- 2004 – Тестове при високи битрейти (тема започната от автора на Musepack)[8]
- 2003 – rjamorim's първи 128 kbit/s групов слушателски тест – между 14 и 29 слушатели. AAC, MPC, Vorbis, и WMA са първи с близки резултати.[9]
- 2002 – ff123's втори 128 kbit/s групов слушателски тест[10]
- 2001 – ff123's 128 kbit/s групов слушателски тест[11]

## Хардуерна и софтуерна поддръжка
Устройства поддържащи The Core Pocket Media Player са способни да възпроизвеждат MPC – Такива са PocketPC и устройства с Palm OS, Symbian OS, Windows, Windows CE или Windows Mobile. Всички устройства със софтуерно декодиране на аудио, които се поддържат от Rockbox, включително някои версии на iPod, също могат да възпроизвеждат Musepack файлове. Възпроизвеждане на Roku Photobridge HD е възможно с плъгин.
Софтуерни плейъри използващи междуплатформените BASS библиотеки също могат да възпроизвеждат Musepack файлове, например XMPlay (под MacOS) и MusicBee (под Windows).
Софтуерни плейъри, които могат да използват DirectShow филтри също могат да възпроизвеждат Musepack файлове, например чрез Monogram's  DS филтри.
Мнножество софтуерни плейъри под Android поддържат Musepack (включително портвания Rockbox for Android софтуерен плейър).
Musepack предоставя библиотеката libmpcdec за декодиране на MPC съдържание. Разработени са различни плъгини използващи тази библиотека, например XMMS плейър (под Linux).
На официалния сайт се намира списък с приложенията , поддържащи Musepack – плейъри, тагери, рипъри, CD софтуер и т.н.